# Университет Анны
Университет Анны — технический университет в штате Тамилнад (Индия). Главный кампус университета расположен в Ченнаи. Создан 4 сентября 1978 года. Название получил в честь К. Н. Аннадураи, первого главного министра штата Тамилнад. В 2001 году в состав университета вошли все инженерные колледжи Тамилнада, в 2007 году был разделён на шесть региональных университетов-филиалов. 14 сентября 2011 года все подразделения были вновь объединены в единый комплекс инженерного образования Тамилнада.

## История
Технологический университет Анны создан постановлением правительства штата Тамилнад 4 сентября 1978 года. Новый университет был сформирован на базе инженерно-технологического факультета Мадрасского университета и состоял из четырех институтов: Инженерного колледжа в Гуинди, Технологического колледжа Алагаппы, Мадрасского технологического института и Школы архитектуры и городского планирования. В 1982 году он получил нынешнее название — Университет Анны.
В 2001 году в соответствии с поправками к постановлению об университете Анны в состав вуза вошли все инженерные колледжи Тамилнада: шесть государственных технических колледжей, три частных института с государственной поддержкой и 426 автономных колледжа. 1 февраля 2007 года, по решению правительства штата, университет был разделен на шесть университетов: Университет Анны в Ченнаи, Технологический университет Анны в Ченнаи, Технологический университет Анны в Тируччираппалли, Технологический университет Анны в Коимбатуре, Технологический университет Анны в Тирунелвели и Технологический университет Анны в Мадурае. Создание новых структур было официально оформлено в 2010 году. 14 сентября 2011 года было принято новое постановление, вновь объединяющее все иннституты в единый комплекс, однако на август 2 года университеты по-прежнему функционировали по отдельности.

## Приём
До 2006 года основанием для зачисления в университет являлись результаты Общего вступительного испытания Тамилнада (TNPC EE). Начиная с 2007 года студенты поступают в вуз по высшим оценкам за курс школы второй ступени (старшей школы).

## Предметы
Университет предлагает различные курсы в области техники и технологии, обучение ведётся в специализированных колледжах. Учебный год состоит из двух семестров. Каждый год университет проводит экзамены: для чётного семестра — в мае-июне, для нечетного семестра — в ноябре-декабре. После первого семестра студенты сдают экзамены в январе.

## Колледжи
Главный кампус университета расположен в городе Ченнаи и занимает 185 акров территории, прилегающей к реке Адьяр и территории Радж Бхаван (губернаторского дворца). Здесь размещены Инженерный колледж в Гуинди, Технологический колледж Алагаппы, Школа архитектуры и городского планирования, три технические кафедры Мадрасского университета. Второй кампус расположен в Чромпете, его занимает Мадрасский технологический институт.
Филиалы университета имеются в Коимбаторе, Тируччираппалли, Мадурае и Тирунелвели. Университет также управляет инженерными колледжами в Виллупураме, Тиндиванаме, Арани и Канчипураме в округе Ченнаи; Эроде и Баргуре в округе Коимбаторе; Панрути, Паттуккоттаи, Тхируккувалайе и Ариялуре в округе Тиручирапалли; Раманатхапураме и Диндигуле в округе Мадурай; Нагеркоиле и Тутукуди в округе Тирунелвели.

## Спутниковое телевидение и космические исследования
Индийская организация космических исследований (ИОКИ) выдала Университету Анны разрешение создать собственный телеканал. В результате в Тамилнаде был открыт первый в Индии интерактивный спутниковый терминал Ku-диапазона, работающий через спутник EDUSAT. Студентами университета построен микроспутник ANUSAT, ставший первым в Индии полностью спроектированным и созданным вне ИОКИ, которая только финансировала его создание. Спутник был выведен на орбиту ракетой PSLV-C12 20 апреля 2009 года и просуществовал до апреля 2012 года.